# Linda B. Buck
Linda Brown Buck (Seattle, EUA, 29 de gener de 1947) és una metgessa, microbiòloga i professora universitària estatunidenca guardonada amb el Premi Nobel de Medicina i Fisiologia l'any 2004.

## Biografia
Va néixer el 29 de gener de 1947 a la ciutat de Seattle, població situada a l'estat nord-americà de Washington. El seu pare, d'ascendència irlandesa, és enginyer en electricitat i passa el temps inventant coses i la seva mare és filla d'immigrants suecs. Va estudiar medicina a la Universitat de Washington, on es va graduar el 1975 i s'especialitzà en microbiologia. L'any 1980 obtingué el doctorat en immunologia a la Universitat de Texas,sota la direcció d'Ellen Vitetta, i posteriorment cursà estudis postdoctorals a la Universitat de Colúmbia, sota la direcció de Richard Axel.
L'any 1991 es traslladà de Nova York a Boston, on li oferiren un lloc com a professora ajudant al departament de Neurobiologia de la Facultat de Medicina de Harvard, on es quedaria durant deu anys, aconseguint convertir-se en Full Professor. Durant aquest període, l'any 1994 conegué Roger Brint, un brillant científic, company de feina i, posteriorment, parella seva.
El 2002, Linda tornà a Seattle on li oferiren una feina com a professora afiliada de fisiologia i bioquímica a la Universitat de Washington. Així mateix la trucaren del Centre de Recerca del Càncer Fred Hutchinson de Boston i esdevingué investigadora de l'Institut Mèdic Howard Hughes a Nova York.

## Recerca científica
Especialista del sistema olfactiu, inicià la seva recerca sobre les feromones i l'olfacte, observant com les olors es detecten al nas però s'interpreten al cervell. Al costat de Richard Axel aconseguí clonar receptors olfactius, demostrà que provenen de la família dels receptors adaptats de la proteïna G. Analitzant l'ADN de rates van estimar que hi ha d'haver almenys mil gens diferents per als receptors olfactoris en el genoma dels mamífers.
Així mateix ha realitzat estudis sobre l'envelliment subjacent dels mecanismes i l'esperança de vida de la Caenorhabditis elegans, un nematode molt estudiat en neurologia pel fet de ser un dels organismes més elementals que posseeix sistema nerviós.

## Premi Nobel
L'any 2004 fou guardonada, juntament amb Richard Axel, amb el Premi Nobel de Medicina i Fisiologia pel descobriment, l'any 1991, de la família dels gens dels receptors olfactius i dels primers nivells de tractament de la informació pel sistema olfactiu.